# 后藤一里
后藤一里（日语：／ Gotō Hitori）是濱路晶创作的漫画《孤獨搖滾！》及其衍生作品中的女主角。在角色設定中，她是纽带乐队的吉他手兼作词人，有着深厚的吉他功底，但由于胆怯而无法在众人面前发挥出来。她也被樂隊成員稱爲小孤獨。
評論員表揚了后藤一里的角色塑造，認爲這樣的塑造反映了一般人日常中的經歷或感受，觀衆很容易便能和她的故事產生共鳴，又恰好地把控好痛苦和笑點之間的平衡，使观众观看时毫无压力。

## 创作与设计

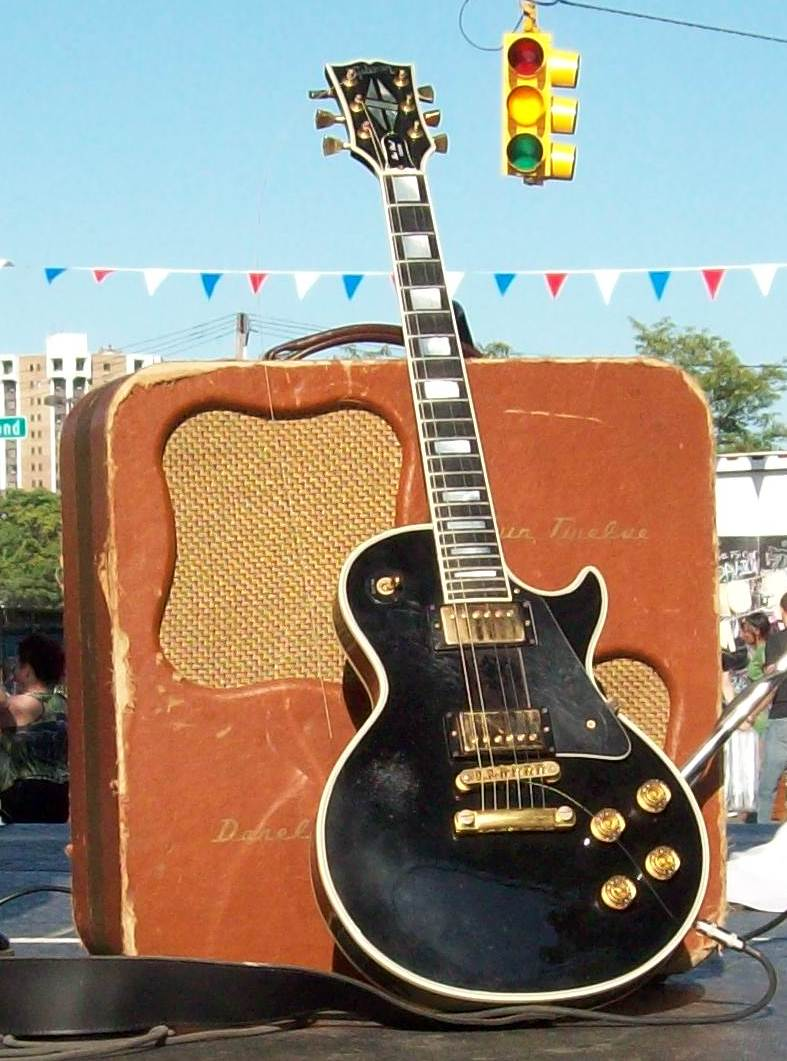
作品中的吉他原型Gibson Les Paul Custom

后藤一里这个名字源自日本乐队Ajikan的后藤正文，而她的生日2月21日则是将后藤正文的生日12月2日反过来。在漫画和动漫中，后藤一里的第一把吉他是从她父亲后藤直树那里借来的Gibson Les Paul Custom 1968 Reissue Ebony，而她的第二把吉他则是雅马哈的FACIFICA。
在动画中，几乎每集都会出现精心设计的「作画崩坏」桥段——承受巨大压力的後藤一里分解为粉末、脸和身体融化（成员们用锉刀修复后下巴却变长了）、西洋镜风格的动画表现等，这些独特的表现手法也为动画提供了许多讨论话题。
在動畫中，后藤一里由青山吉能配音。吉能表示自己对后藤一里的第一印象来自于原作漫画，後藤一里在文化节上的演出给她留下了深刻的印象。她称当她听说自己将要饰演后藤一里时，她甚至以为这是一个谎言，某种恶作剧。在接受采访时，青山吉能还谈到，她起初并不认为Kirara的作品与“阴郁的本质”有任何关联，但《孤独摇滚！》的选角要求里从一开始就写着“希望能演绎出本质阴暗的演员”，抱着半是放弃的想法，她彻底演了个真阴角（陰キャ，指性格陰暗的角色），结果竟奇迹般地获得了这个机会。现场配音时，音响监督和导演都给她非常细致的指导来强化阴角特质，比如普通人对话会直视对方眼睛，但后藤一里做不到，而现充们能轻松做到的日常互动，对後藤一里来说则是完全不可能的。同时，青山吉能认为，15岁的自己，完全过的就是后藤一里的人生，她所积累的负面情绪也终于通过声优工作找到了出口。
在舞臺劇中，后藤一里则由饰演。

## 作品中表现

### 人物设定
後藤一里是秀華高校1年級學生。她有着一头粉色长发；因为不敢去美容院，她有着长到可以遮住眼睛的刘海。她头部右侧有一根呆毛和两块方糖发饰（蓝色和黄色）。她日常的著裝通常包括粉色运动衫、灰色长百褶裙、黑色袜子和棕色鞋子；她不喜欢妈妈买的可爱系的衣服，所以一般不穿。在遇到青春和阳光的场面时，她的青春情结就会发作，脸也会崩坏。
后藤一里性格社恐且孤独，她将自己的情感转化为弹吉他的动力，偶然间加入了纽带乐队。她在与人交谈时经常语无伦次、不敢直视对方的眼睛并且特别担忧自己会招人讨厌。对她来说，任何与社交有关的事情都可能让她精疲力尽，有时甚至会导致“身体崩溃”。

### 角色故事
现实生活中极为害羞和内向的女高中生后藤一里，其网络身份却是拥有三万粉丝的吉他视频博主，初中时期长达两年、每天6小时的刻苦练习，让後藤一里有了深厚的吉他功底，并希望通过加入乐队来摆脱孤独。在一系列机缘巧合下，後藤一里加入了由伊地知虹夏组建的纽带乐队，甚至开始在名为STARRY的live house打工。
纽带乐队组建成功后，乐队的众人一边刻苦练习，一边通过打工来维持乐队支出，後藤一里甚至承担起了乐队的作词工作。之后，乐队四人一起拍了艺照，并通过了店长的选拔，获得了在STARRY演出的资格。然而，演出当天的一系列意外使得众人格外低落，大家都没能发挥出平常的水平。不甘如此的後藤一里便通过一段精彩的吉他独奏激励大家找回了状态，最后乐队众人精彩地结束了演出。下学期，在大家的鼓励下，後藤一里决定参加秀华高中的文化祭演出。演出第一首歌时，後藤一里的吉他突然出现故障，之后，她果断地采取了滑棒式演出的方式。第二首歌结束后，喜多见有观众夸赞後藤一里，便将话筒递给後藤一里。不知要讲什么的後藤一里突然想起广井菊里舞台跳水的情景，于是便从舞台一跃而下。没有经验的观众们纷纷躲开，後藤一里重重地摔在了地板上，其余三人则圆满完成了演出。

## 反响与评价
在接受采访时，后藤一里的配音員青山吉能表示自己非常期待作品的播出，对于自己的表现，她既感到期待又有些不安，有时她会担心被吐槽“后藤一里的声音根本不是这样的”。伊地知虹夏的配音演员鈴代紗弓则认为，波奇是一个有自己想法的人，而一里变成水蚤或者巨蛇的时候的表情也很有趣、很新鲜。
Animate Times評論員認爲后藤一里是一位极具亲和力的角色，大多数观众应该都有过与她相似的经历或感受，比如聚会前突然觉得麻烦等，普通人很快就能调整心态继续生活，但对後藤一里来说却并非如此。动画中她的言行，则是将我们日常生活中那些社交的小烦恼进行了夸张化处理。动画通过画面和台词将她这些痛苦转化为笑点，让观众既觉得「太真实了」而发笑，又因为「啊……我也经历过……」而产生强烈共鸣。这种平衡把握得恰到好处，让观众观看时毫无压力。
迷誠品專欄評論動畫《孤獨搖滾！》時，以「慢慢」與「逐漸」描述後藤一里在劇中的成長，虽然进步不大，但观众能够很明顯地感受到她慢慢成長、逐步战胜怯弱的过程。而後藤一里的社交恐懼傾向，也反映了現代人身處人群、喜歡獨處，卻又害怕孤獨的矛盾情緒。同时，评论还指出《孤独摇滚！》的片头曲〈青春症候群〉深深刻画了後藤一里的心境，进入副歌后歌词句尾出现的则传达了後藤一里對與曾經自卑懦弱的自己的道別。

## 腳註
1. 1 2  又被譯作「小波奇」[6]。
2. ↑  原型为位于下北泽的live house SHELTER[16]。

## 外部連結
- 《孤獨搖滾！》官方網站對︁後藤一里的介紹 （页面存档备份，存于）
- 《劇場總集篇 孤獨搖滾！Re:》官方網站對︁後藤一里的介紹